# Aryabhatiya
Aryabhatiya ou Aryabhatiyam, um tratado astronômico sânscrito, é a magnum opus e único trabalho sobrevivente conhecido do matemático indiano do século quinto, Ariabata.